# Prosenosoma greyi
Prosenosoma greyi là một loài ruồi trong họ Tachinidae.